# 貝恩斯山脈
17°12′S 12°40′E / 17.200°S 12.667°E
貝恩斯山脈是納米比亞的山脈，位於該國北部庫內內區，處於與安哥拉接壤的邊境，最高點海拔高度2,039米，當局計畫在該山脈興建發電站。